# Даббур, Мунас
Мунас Даббур (ивр. מואנס דאבור‎, араб. مؤنس دبور‎; род. 14 мая 1992, Назарет, Израиль) — израильский футболист, нападающий клуба «Шабаб Аль-Ахли» и сборной Израиля.

## Клубная карьера
Даббур начал свою карьеру в молодёжной академии «Маккаби Назарет». В 2011 году перешёл в «Маккаби Тель-Авив». За три сезона в составе тель-авивского клуба Даббур сыграл в 88 матчах и забил 24 гола, а также стал чемпионом Израиля сезона 2012/13.
4 февраля 2014 года Даббур перешёл в швейцарский «Грассхоппер» за 425 тысяч евро. 16 февраля израильский нападающий первый раз вышел на поле. Он вышел на замену во втором тайме в матче против «Санкт-Галлена» и успел отметиться дублем. За оставшуюся часть сезона Даббур забил ещё 7 голов и вошёл в число десяти лучших бомбардиров чемпионата Швейцарии. В следующем сезоне Мунас стал лучшим бомбардиром своей команды, забив за чемпионат 13 голов. Сезон 2015/16 Даббур начал очень результативно. С начала сезона израильский нападающий забил в 5 из 6 матчей чемпионата и сделал дубль в первом раунде Кубка Швейцарии.
В 2017 году Даббур подписал контракт с австрийским клубом «Ред Булл Зальцбург». В сезоне 2017/18 «Зальцбург» провел свою лучшую европейскую кампанию. Они заняли первое место в своей группе Лиги Европы в рекордный четвертый раз, прежде чем обыграть «Реал Сосьедад» и «Боруссию» в Дортмунде и впервые выступить в полуфинале Лиги Европы УЕФА. 3 мая 2018 года он играл в полуфинале Лиги Европы, когда «Олимпик Марсель» проиграл 1:2 в гостях, но по совокупности победил 3:2, чтобы обеспечить себе место в финале Лиги Европы УЕФА 2018 года.
17 января 2019 года Даббур согласовал условия вступления в испанский клуб «Севилья». Он согласился на четырехлетний контракт. Даббур дебютировал в «Ла Лиге» против «Осасуны» в 16-й матчевой неделе, заменив Оливера Торреса на 78-й минуте.

## Международная карьера
Дабур играл за молодёжную сборную Израиля на домашнем чемпионате Европы 2013. Он дважды выходил в стартовом составе в групповом этапе турнира, против Англии и Норвегии. В мае 2014 Дабур был вызван в сборную Израиля на товарищеские матчи против сборных Мексики и Гондураса. 2 июня 2014 года Даббур дебютировал за национальную сборную, выйдя на замену на 61-й минуте в поединке против Гондураса. Несколько раз Даббур вызывался на отборочные матчи чемпионата Европы 2016 года, но долгое время не проходил в состав сборной. В сентябре 2015 года Даббур вышел в основном составе в поединках против сборных Андорры и Уэльса, в которых отметился забитым мячом в ворота андоррцев.

## Личная жизнь
Даббур является израильским арабом и мусульманином. Его брат, Анас Даббур в настоящее время выступает в качестве полузащитника за клуб «Хапоэль Бней-Лод».

## Достижения
«Маккаби Тель-Авив»
- Чемпион Израиля (1): 2012/13

«Ред Булл Зальцбург»
- Чемпион Австрии (3): 2016/17, 2017/18, 2018/19
- Кубок Австрии (1): 2018/19

Индивидуальные
- Лучший бомбардир чемпионата Швейцарии по футболу (1): 2015/16
- Лучший бомбардир чемпионата Австрии по футболу (2): 2017/18, 2018/19

## Статистика

### Клубная
По состоянию на 31 мая 2019 года
| Клуб               | Сезон            | Лига | Лига | Кубки | Кубки | Еврокубки | Еврокубки | Итого | Итого |
| Клуб               | Сезон            | Игры | Голы | Игры  | Голы  | Игры      | Голы      | Игры  | Голы  |
| ------------------ | ---------------- | ---- | ---- | ----- | ----- | --------- | --------- | ----- | ----- |
| Маккаби Ахи        | 2009/10          | 5    | 0    | 0     | 0     | 0         | 0         | 5     | 0     |
| Маккаби Ахи        | Итого            | 5    | 0    | 0     | 0     | 0         | 0         | 5     | 0     |
| Маккаби Тель-Авив  | 2011/12          | 26   | 8    | 3     | 1     | 7         | 1         | 36    | 10    |
| Маккаби Тель-Авив  | 2012/13          | 26   | 10   | 6     | 0     | 0         | 0         | 32    | 10    |
| Маккаби Тель-Авив  | 2013/14          | 14   | 4    | 1     | 0     | 5         | 0         | 20    | 4     |
| Маккаби Тель-Авив  | Итого            | 66   | 22   | 10    | 1     | 12        | 1         | 88    | 24    |
| Грассхоппер        | 2013/14          | 15   | 9    | 0     | 0     | 0         | 0         | 15    | 9     |
| Грассхоппер        | 2014/15          | 32   | 13   | 4     | 5     | 4         | 0         | 40    | 18    |
| Грассхоппер        | 2015/16          | 23   | 14   | 2     | 3     | 0         | 0         | 25    | 17    |
| Грассхоппер        | Итого            | 70   | 36   | 6     | 8     | 4         | 0         | 80    | 44    |
| Ред Булл Зальцбург |                  |      |      |       |       |           |           |       |       |
| 2016/17            | 15               | 2    | 2    | 3     | 8     | 1         | 25        | 6     |       |
| 2017/18            | 32               | 22   | 3    | 0     | 20    | 7         | 55        | 29    |       |
| 2018/19            | 29               | 20   | 5    | 5     | 14    | 12        | 48        | 37    |       |
| Итого              | 76               | 44   | 10   | 8     | 42    | 20        | 128       | 72    |       |
| → Грассхоппер      | 2016/17          | 13   | 7    | 0     | 0     | 0         | 0         | 13    | 7     |
| → Грассхоппер      | Итого            | 13   | 7    | 0     | 0     | 0         | 0         | 13    | 7     |
| Всего за карьеру   | Всего за карьеру | 230  | 109  | 26    | 17    | 58        | 21        | 314   | 147   |

### Матчи в сборной
| Матчи Мунаса Даббура за сборную Израиля | Матчи Мунаса Даббура за сборную Израиля | Матчи Мунаса Даббура за сборную Израиля | Матчи Мунаса Даббура за сборную Израиля | Матчи Мунаса Даббура за сборную Израиля | Матчи Мунаса Даббура за сборную Израиля | Матчи Мунаса Даббура за сборную Израиля | Матчи Мунаса Даббура за сборную Израиля |
| --------------------------------------- | --------------------------------------- | --------------------------------------- | --------------------------------------- | --------------------------------------- | --------------------------------------- | --------------------------------------- | --------------------------------------- |
| №                                       | Дата                                    | Место проведения                        | Оппонент                                | Счёт                                    | Голы                                    | Минуты                                  | Соревнование                            |
| 1                                       | 2 июня 2014                             | Хьюстон                                 | Гондураса                               | 4:2                                     | —                                       | 29’                                     | Товарищеский матч                       |
| 2                                       | 3 сентября 2015                         | Хайфа                                   | Андорра                                 | 4:0                                     | 1                                       | 90’                                     | Отборочный матч ЧЕ-2016                 |
| 3                                       | 6 сентября 2015                         | Кардифф                                 | Уэльс                                   | 0:0                                     | —                                       | 45’                                     | Отборочный матч ЧЕ-2016                 |
| 4                                       | 10 октября 2015                         | Иерусалим                               | Кипр                                    | 1:2                                     | —                                       | 90’                                     | Отборочный матч ЧЕ-2016                 |

Итог: 4 матча/ 1 гол; 2 победы, 1 ничья, 1 поражение; 254 минуты.